# Exhale (Shoop Shoop)
Exhale (Shoop Shoop) (englisch für „Ausatmen (Shoop Shoop)“) ist ein Lied des US-amerikanischen Sängerin Whitney Houston, das im November 1995 erschien.

## Entstehung und Veröffentlichung
Getextet, komponiert und produziert wurde das Lied alleine von Kenneth Edmonds (Babyface).
Die Erstveröffentlichung von Exhale (Shoop Shoop) erfolgte als Single am 7. November 1995 bei Arista Records. Diese erschien als 7″-Single mit der B-Seite Dancin’ on the Smooth Edge (Katalognummer: 21327 547JB) sowie als 12″-Maxi-Single, die um das Duett It Isn’t, It Wasn’t, It Ain’t Never Gonna Be als zweite B-Seite erweitert wurde (Katalognummer: 74321 32454 2), die Houston mit Aretha Franklin aufnahm. Eine Woche nach der Singleveröffentlichung erschien das Lied als Teil des Soundtrackalbums Waiting to Exhale: Original Soundtrack Album (Katalognummer: 07822 18796 2), der Filmmusik zur Forest Whitakers Filmkomödie Waiting to Exhale – Warten auf Mr. Right.

## Hintergrund
Houston habe anfangs kein Interesse daran gehabt, einen Soundtrack zum Film beizusteuern, da sie sich auf ihre Rolle in ebendiesem Film konzentrieren wollte. Regisseur Whitaker engagierte Babyface, um die Filmmusik zu komponieren. Obwohl dieser den Drehort besuchte, um Houston zu überzeugen, blieb sie weiterhin stur. Nachdem Babyface ihr einige Demos abspielte, änderte Houston bei Exhale (Shoop Shoop) ihre Entscheidung.

## Musikvideo
We im Film führte auch Whitaker die Regie des Musikvideos. Hauptsächlich sind im Video Nahaufnahmen von Houston, die im Clip eine Bundhaube trägt, während sie singt. Ihre Darbietungen werden von den Filmszenen begleitet.
Laut Houston war das Lied direkt und dementsprechend sollte das Video das auch sein, was Whitaker auch so sah. Er sagte: "I've seen the video [...] It's like a thing she has, you know, that I guess people would say is like a charisma kinda thing that it zooms, you know, comes up. It's beautiful [...] It's magic, it's spirit."(deutsch: Ich habe das Video gesehen, Es hat was und zwar ein gewisses Charisma. Es ist wunderschön, es ist magisch und es ist geistlich). Das Video wurde am 10. Oktober 1995 auf MTV gezeigt. Im November 2009 auf der Videoplattform YouTube veröffentlicht, zählte das Video bis Juli 2024 über 50 Millionen Aufrufe.

## Kommerzieller Erfolg

### Chartplatzierungen
Exhale (Shoop Shoop) avancierte zum Nummer-eins-Hit in Kanada, Spanien und den Vereinigten Staaten.
| ChartsChartplatzierungen       | Höchstplatzierung | Wochen |
| ------------------------------ | ----------------- | ------ |
| Deutschland (GfK)              | 26 (16 Wo.)       | 16     |
| Österreich (Ö3)                | 15 (10 Wo.)       | 10     |
| Schweiz (IFPI)                 | 13 (15 Wo.)       | 15     |
| Vereinigte Staaten (Billboard) | 1 (21 Wo.)        | 21     |
| Vereinigtes Königreich (OCC)   | 11 (11 Wo.)       | 11     |

| ChartsJahrescharts (1996)      | Platzierung |
| ------------------------------ | ----------- |
| Vereinigte Staaten (Billboard) | 14          |

### Auszeichnungen für Musikverkäufe
| Land/Region               | Auszeichnungen für Musikverkäufe (Land/Region, Auszeichnung, Verkäufe) | Verkäufe  |
| ------------------------- | ---------------------------------------------------------------------- | --------- |
| Neuseeland (RMNZ)         | Gold                                                                   | 5.000     |
| Vereinigte Staaten (RIAA) | Platin                                                                 | 1.000.000 |
| Insgesamt                 | 1× Gold · 1× Platin ·                                                  | 1.005.000 |

Hauptartikel: Whitney Houston/Auszeichnungen für Musikverkäufe

## Coverversionen
- 2012: Robin Thicke